# Lista över ledamöter av Sveriges ståndsriksdag 1600
Ledamöter av Sveriges ståndsriksdag 1600.

## Borgarståndet
| Riksdagsledamot    | Yrke          | Valkrets          | Anmärkningar |
| ------------------ | ------------- | ----------------- | ------------ |
| Nielss Erichson    | Borgmästare   | Stockholms stad   |              |
| Herman Anderson    |               | Stockholms stad   |              |
| Bencht Håkanson    |               | Uppsala stad      |              |
| Per Olofson        |               | Uppsala stad      |              |
| Nielss Ulfson      |               | Västerås stad     |              |
| Tile Kroppe        |               | Västerås stad     |              |
| Peder Eriksson     |               | Linköpings stad   |              |
| Hans Hansson       |               | Norrköpings stad  |              |
| Jören Anundson     |               | Norrköpings stad  |              |
| Håkan Gummi        |               | Kalmar stad       |              |
| Hans Bergmeier     |               | Kalmar stad       |              |
| Jöns Göstafson     |               | Söderköpings stad |              |
| Suen Person        |               | Söderköpings stad |              |
| Biörn Person       |               | Nylöse            |              |
| M. Hindrich        |               | Nylöse            |              |
| Lasse Olofson      |               | Arboga stad       |              |
| Niels Rassmusson   |               | Arboga stad       |              |
| Oluf Erichson      |               | Enköpings stad    |              |
| Hans Hindersson    |               | Åbo               |              |
| Jöns Hindersson    |               | Åbo               |              |
| Måns Haraldson     |               | Skara stad        |              |
| Olof Mårtenson     |               | Örebro stad       |              |
| Tomas Jönson       |               | Öregrunds stad    |              |
| Staffan Jönsson    |               | Torshälla stad    |              |
| Erich Erichsson    |               | Torshälla stad    |              |
| Erich Anderson     |               | Hjo stad          |              |
| Erich Månson       |               | Karlstads stad    |              |
| Erich Lut          |               | Karlstads stad    |              |
| Augustinus Hansson |               | Jönköpings stad   |              |
| Måns Jönsson       |               | Jönköpings stad   |              |
| Lasse Olofson      |               | Gävle stad        |              |
| Lasse Marrcuson    |               | Västerviks stad   |              |
| Lasse Hansson      |               | Mariestads stad   |              |
| Joen Person        |               | Härnösands stad   |              |
| Erich Månson       |               | Strängnäs stad    |              |
| Per Hansson        | Stadsskrivare | Strängnäs stad    |              |
| Olof Anderson      |               | Hudiksvalls stad  |              |
| Staffan Persson    |               | Eksjö stad        |              |
| Håkan Jonson       |               | Växjö stad        |              |
| Mårten Ulfson      |               |                   |              |
| Clemet Sigfridsson |               | Viborg            |              |
| Jöns Larsson       |               | Vadstena stad     |              |
| Olof Joenson       | Borgare       | Lidköpings stad   |              |